# Ordre royal de Notre-Dame du Mont-Carmel et de Saint-Lazare de Jérusalem
Pour les articles homonymes, voir Notre-Dame-du-Mont-Carmel (homonymie) et Saint-Lazare.

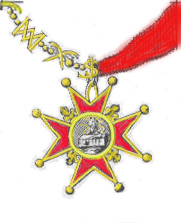
Le collier de grand maitre à gauche et à droite le ruban, avers avec la Vierge en majesté entouré de rayon d'or.

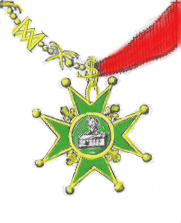
Le collier de grand maitre à gauche et à droite le ruban, revers avec Saint-Lazard entouré de sinople.

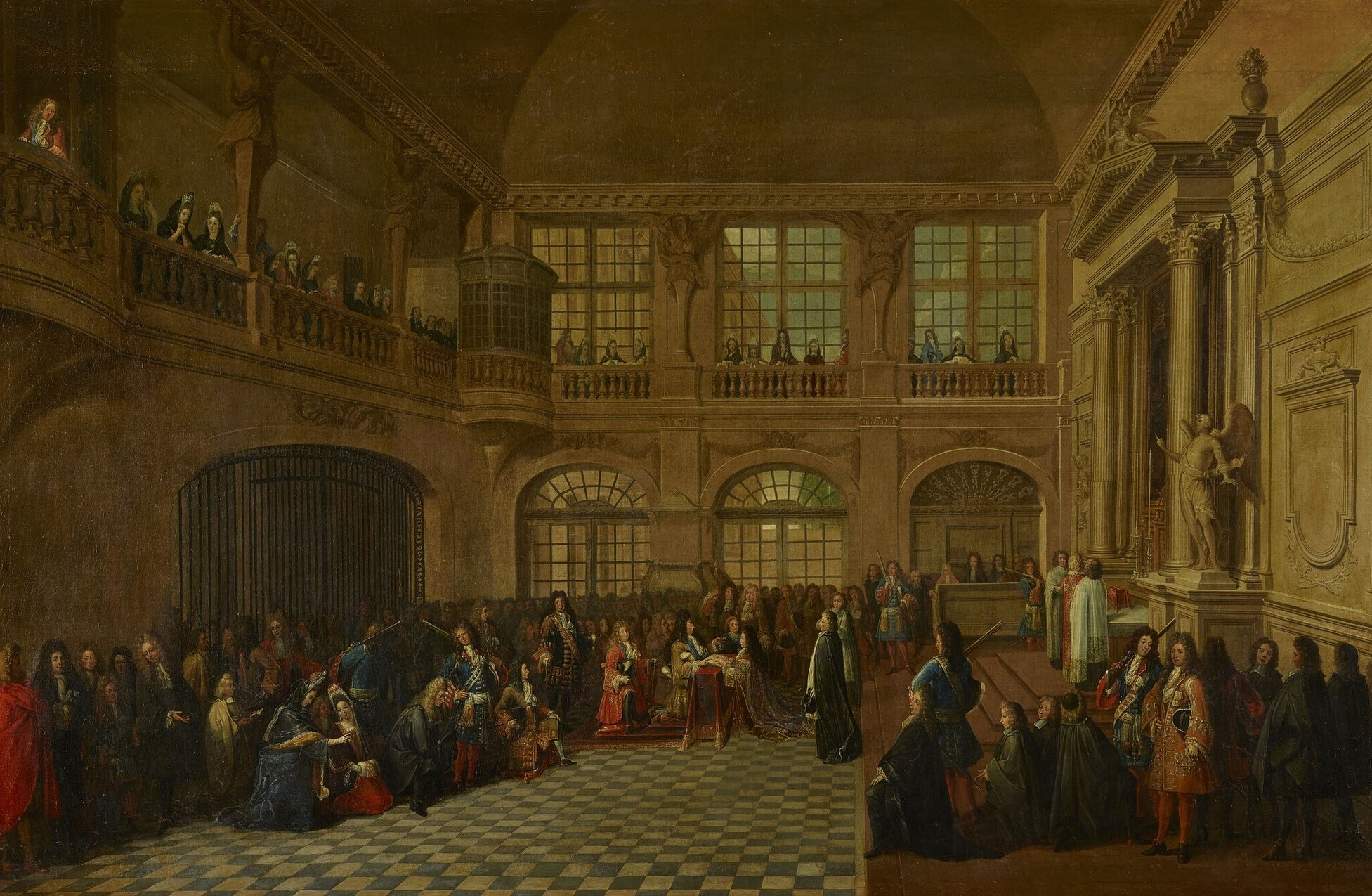
Louis XIV recevant le serment du grand maître de l'Ordre en 1695.

Les Ordres royaux, militaires et hospitaliers de Notre-Dame du Mont-Carmel et de Saint-Lazare de Jérusalem sont nés de l'union de l’ancien ordre de Saint-Lazare de Jérusalem et du nouvel ordre de Notre-Dame du Mont-Carmel par le roi Henri IV en 1608. L’union des deux ordres sous une même grande maîtrise est confirmée par la  bulle du cardinal de Vendôme, légat du pape en France, datée du 5 juin 1668.

## Historique
Les ordres réunissent principalement des militaires issus de la noblesse (huit quartiers de noblesse étaient requis) soumis à des impératifs religieux, mais il y avait des dispenses et cet ordre acceptait aussi des bourgeois et même des étrangers.
Il avait également un rôle d’assistance notamment envers les vieux soldats. Enfin il eut également un rôle de lutte contre la course barbaresque par l’armement de deux voiliers de Saint-Malo. Le roi était le chef souverain de l'ordre de Notre-Dame du Mont-Carmel et protecteur de l'ordre de Saint-Lazare de Jérusalem, nommant le grand-maître. Durant le XVIIe siècle, l'Ordre du Mont-Carmel avait un rôle majeur pour la marine française puisqu'il assurait la protection de la côte bretonne alors que la Marine Royale n'avait que peu de moyens.
Le ruban de la croix des ordres réunis était celui de l’ordre du Mont-Carmel, de couleur amarante (rouge foncé tirant sur le violet). Il fut remplacé en 1773 par le ruban vert de l'ordre de Saint-Lazare. Sous le règne de Louis XIV, il fut remplacé comme ordres militaires par l’ordre de Saint-Louis et devint un moyen de récompense pour le souverain qui le décerna à des personnes de fraîche noblesse, voire roturiers - comme Jules Hardouin-Mansart, Louis Foy Duprat-Taxis et André Le Nôtre. Au XVIIIe siècle il récompensait souvent les membres du corps diplomatique. En tant qu’institution, les ordres entretenaient d’ailleurs des relations avec l’empire ottoman et les régences d’Afrique du Nord. Le dernier grand-maître, le comte de Provence, frère de Louis XVI, voulut restituer aux ordres son rôle militaire en lui confiant l’éducation des futurs officiers, notamment par l’administration de l’école militaire de Paris. 
En 1792, la Révolution française confisque les biens français de l'ordre de Saint-Lazare, comme ceux de tous les autres ordres religieux, et supprime l'ordre de Notre-Dame du Mont-Carmel comme ceux de tous les autres ordres royaux, ce qui n'empêche pas Louis XVIII de créer en exil des chevaliers.
Après la révolution de Juillet, l'ordre de Notre-Dame du Mont-Carmel fut définitivement supprimé.